# Chrysoperla adamsi
Chrysoperla adamsi is een insect uit de familie van de gaasvliegen (Chrysopidae), die tot de orde netvleugeligen (Neuroptera) behoort.
Chrysoperla adamsi is voor het eerst wetenschappelijk beschreven door C.S. Henry, M.M. Wells en R.J. Pupedis in 1993. De soort is, samen met Chrysoperla johnsoni afgesplitst van Chrysoperla plorabunda op grond van de lokroep. De soort komt voor in het westen van Noord-Amerika.